# Ignacio Pizarro
Ignacio Nicolás Pizarro (Lanús, 8 de febrero de 1990) es un jugador argentino de balonmano que actualmente desempeña como extremo izquierdo en Incarlopsa Cuenca. Es internacional con la selección de balonmano de Argentina. 
Su abuelo, Rubén Pizarro, fue futbolista profesional. En la Argentina, defendió las camisetas de All Boys, Banfield, Ferro Carril Oeste y San Lorenzo. Sin embargo, su mayor reconocimiento lo alcanzó en Millonarios de Colombia, en el equipo embajador aún hoy se mantiene en el top 15 de los goleadores históricos del club, con un registro de 62 anotaciones. Su padre, también llamado Rubén Pizarro, nació en Bogotá y vivió allí durante varios años.
Es hermano del también jugador de balonmano, Federico Pizarro.

## Palmarés internacional
| Juegos Panamericanos                      | Juegos Panamericanos | Juegos Panamericanos | Juegos Panamericanos |
| Año                                       | Lugar                | Medalla              |                      |
| ----------------------------------------- | -------------------- | -------------------- | -------------------- |
| 2019                                      | Lima                 | Medalla de oro       |                      |
| 2023                                      | Santiago de Chile    | Medalla de oro       |                      |
| Campeonato Panamericano                   |                      |                      |                      |
| Año                                       | Lugar                | Medalla              |                      |
| 2018                                      | Groenlandia          | Medalla de oro       |                      |
| Campeonato Sudamericano y Centroamericano |                      |                      |                      |
| Año                                       | Lugar                | Medalla              |                      |
| 2020                                      | Brasil               | Medalla de oro       |                      |
| 2022                                      | Brasil               | Medalla de plata     |                      |
| 2024                                      | Buenos Aires         | Medalla de plata     |                      |

## Trayectoria
Ha jugado en cuatro equipos: Sociedad Escolar y Deportiva Alemana Lanús Oeste, UNLu (Argentina), en Pallamano Città Sant'Angelo (Italia) y en Incarlopsa Cuenca. Con la Selección nacional, disputó y obtuvo el Campeonato Panamericano 2018, siendo su primer título con la Selección mayor. Ese título y un gran rendimiento le permitió ser convocado al Campeonato Mundial 2019 donde Argentina terminaría en el puesto 17. En 2019, fue parte del equipo que obtuvo la medalla de oro en los Juegos Panamericanos de Lima, Perú y la clasificación a los Juegos Olímpicos de Tokio 2020.

## Clubes
| Club                       | País      | Liga              | Categoría | Temporada |
| -------------------------- | --------- | ----------------- | --------- | --------- |
| SEDALO                     | Argentina | L.H.C.            | 1ª        | 2009-2016 |
| Pallamano Città Sant'Angel | Italia    | Liga de elite     | 1ª        | 2016-2017 |
| SEDALO                     | Argentina | L.H.C.            | 1ª        | 2017-2018 |
| UNLu                       | Argentina | L.H.C.            | 1ª        | 2018-2022 |
| Incarlopsa Cuenca          | España    | Liga Sacyr Asobal | 1ª        | 2022-act. |

## Selección nacional
| Seleccionado | Dorsal | Año del último encuentro | Absoluta | Referencias                |
| ------------ | ------ | ------------------------ | -------- | -------------------------- |
| Argentina    | 7      | 2018                     | Sí       | [ 9 ] [ 10 ] [ 11 ] [ 12 ] |